# H. Van den Budenmayer
 (février 2023).
Si vous disposez d'ouvrages ou d'articles de référence ou si vous connaissez des sites web de qualité traitant du thème abordé ici, merci de compléter l'article en donnant les références utiles à sa vérifiabilité et en les liant à la section « Notes et références ».
Van den Budenmayer est un compositeur fictif, prétendument néerlandais du XVIIIe siècle. Son nom est au crédit de trois bandes originales de film, La Double Vie de Véronique (œuvres attribuées : Concerto en mi mineur, SBI 152 - Version de 1798 et Version de 1802), Trois Couleurs : Bleu (œuvre attribuée : un thème intitulé Funeral music), et Trois Couleurs : Rouge (œuvre attribuée : un thème intitulé Do not take another man's wife).
Ce musicien a été co-inventé par le cinéaste Krzysztof Kieślowski et le véritable auteur des musiques de ces films, Zbigniew Preisner, dont il est une sorte d'alter-ego. Il est mentionné dès Le Décalogue, des mêmes auteurs : dans le neuvième film de cette série, Tu ne convoiteras pas la femme d'autrui, une jeune fille parle de lui comme de l'un de ses compositeurs préférés.
Van den Budenmayer a également signé (sinon composé) la musique d'un court métrage d'animation, Migrations, de Constantin Chamski (1997).